# Robinson Columbus
Robinson Columbus er en dansk børnefilm fra 1975.

## Handling
Om en fantasifuld niårig dreng der forestiller sig at en lille hanekylling er Robinson Crusoe og en tom hønsegård den øde ø. Senere bliver han selv til hanekyllingen og får sig en krage som ven (Fredag). Da forældrene har revet ham ud af fantasierne og skældt ham ud for at have tændt bål følger kragen ham stadig oppe i luften.